# (1108) Demeter
(1108) Demeter – planetoida z grupy pasa głównego asteroid okrążająca Słońce w ciągu 3 lat i 286 dni w średniej odległości 2,43 au. Została odkryta 31 maja 1929 roku w Landessternwarte Heidelberg-Königstuhl w Heidelbergu przez Karla Reinmutha. Nazwa planetoidy pochodzi od Demeter, bogini płodności, rolnictwa i urodzaju w mitologii greckiej. Przed nadaniem nazwy planetoida nosiła oznaczenie tymczasowe (1108) 1929 KA.